# Les joies de la Castafiore
Les joies de la Castafiore (en francès:Les Bijoux de la Castafiore) és el vint-i-unè àlbum de Les aventures de Tintín. Publicat el 1963 va ser concebut com com un exercici narratiu, Hergé volia veure si podia mantenir el suspens al llarg de les seixanta-dues pàgines de la història sense dolents, llocs exòtics, armes de foc ni perill, i amb un desenllaç clarament enganyós. En conseqüència és una història rica en trames secundàries, pistes falses, interpretacions errònies, pseudo-desaparicions i personatges plens de matisos. Aquesta és l'única història de Tintín en el qual els personatges es queden a casa seva, a Molins de Dalt, i no viatgen a cap altra part del món.
El 2018, l'editorial Moulinsart cedí els drets a dues editorials espanyoles, Trilita Ediciones i Zephyrum Ediciones per a publicar dos noves traduccions de Tintín cada any en aragonès, aranés, basc, castúo, gallec i valencià: el primer àlbum editat fon Les Bijoux de la Castafiore, per imposició de Moulinsart.